# Eukiefferiella tonollii
Eukiefferiella tonollii är en tvåvingeart som beskrevs av Rossaro 1983. Eukiefferiella tonollii ingår i släktet Eukiefferiella och familjen fjädermyggor.
Artens utbredningsområde är Italien. Inga underarter finns listade i Catalogue of Life.